# Paula Ungureanu
Paula Claudia Ungureanu (* 30. März 1980 in Brașov) ist eine ehemalige rumänische Handballspielerin, die für die rumänische Nationalmannschaft auflief.

## Karriere
Paula Ungureanu begann ihre Profikarriere beim rumänischen Verein Universitatea Remin Deva, mit dem sie 2004 im Finale des EHF Challenge Cups stand. Ab 2004 stand die Torhüterin für zwei Jahre beim österreichischen Spitzenverein Hypo Niederösterreich unter Vertrag, mit dem sie jeweils zwei Mal die Meisterschaft und den ÖHB-Cup gewann. Anschließend schloss sie sich dem ungarischen Erstligisten Dunaferr NK an. In der Saison 2008/09 lief sie für den kroatischen Verein ŽRK Podravka Koprivnica auf, mit dem sie die kroatische Meisterschaft, den kroatischen Pokal sowie die Women’s Regional Handball League gewann. Daraufhin spielte Ungureanu für den rumänischen Verein CS Oltchim Râmnicu Vâlcea. Mit CS Oltchim Râmnicu Vâlcea gewann sie 2010, 2011, 2012 und 2013 die rumänische Meisterschaft und 2011 den rumänischen Pokal. Weiterhin stand sie in der Saison 2009/10 im Finale der EHF Champions League. Im Sommer 2013 unterschrieb sie einen Vertrag beim rumänischen Erstligisten HCM Baia Mare, mit dem sie 2014 die rumänische Meisterschaft sowie 2014 und 2015 den rumänischen Pokal gewann. Ab dem Sommer 2016 lief Ungureanu für CSM Bukarest auf, mit dem sie 2017 und 2018 die rumänische Meisterschaft sowie 2017, 2018 und 2019 den rumänischen Pokal gewann. Ungureanu unterschrieb zur Saison 2019/20 einen Vertrag bei Rapid Bukarest. Nachdem Ungureanu im Dezember 2019 ihre Schwangerschaft bekanntgab, verließ sie Rapid.
Ungureanu gehörte dem Kader der rumänischen Nationalmannschaft an. Mit Rumänien gewann sie 2005 die Silbermedaille bei der Weltmeisterschaft, 2015 die Bronzemedaille bei der Weltmeisterschaft sowie 2010 die Bronzemedaille bei der Europameisterschaft. Sie gehörte dem rumänischen Aufgebot für die Olympischen Spiele in Rio de Janeiro an.